# Moxifloxacina
La  moxifloxacina è un principio attivo farmaceutico che appartiene alla classe dei chinoloni di quarta generazione, sintetizzato nel 1997.

## Meccanismo di azione
La moxifloxacina inibisce la replicazione del DNA batterico bloccando l'attività della DNA girasi batterica nei Gram- o la topoisomerasi IV nei Gram+. Ciò compromette la replicazione e la riparazione del DNA esplicando in ultimo un effetto battericida.

## Indicazioni
La moxifloxacina trova indicazione nella sinusite acuta batterica, esacerbazioni acute della BPCO, polmonite acquisita in comunità, malattia infiammatoria pelvica. La dose consigliata è di una compressa rivestita con film da 400 mg una volta al giorno, il periodo di trattamento varia a seconda del quadro clinico. Può anche essere utilizzata in casi di tubercolosi multifarmaco-resistente.

## Effetti avversi
Tra gli effetti avversi è stata segnalata neuropatia periferica, rottura spontanea dei tendini.  È stato inoltre segnalato prolungamento dell'intervallo QT. Sono state inoltre segnalati casi di colite pseudomembranosa, epatiti, psicosi, insonnia e fotosensibilizzazione. In caso di associazione di moxifloxacina con farmaci antinfiammatori non steroidei è possibile la comparsa di crisi epilettiche parziali o generalizzate.